# Muizenberg (Breda)
De Muizenberg is een verhoging in het landschap ten noordwesten van Breda en Prinsenbeek. De naam ging over op de herenboerderij die op de verhoging lag, en later op het landgoed dat hier ontstond. Bewoners van de boerderij kregen de naam van den Muizenberg (naamsvarianten Muysenberg, Muijsenberg, Muyzenberg, Muijzenberg).
Tegenwoordig is Muizenberg de naam voor een wijk in Haagse Beemden in Breda Noord, die deels op het voormalige landgoed is gevestigd.
Hier is onder meer winkelcentrum de Berg gevestigd. In de omgeving is kinderboerderij de Sik.

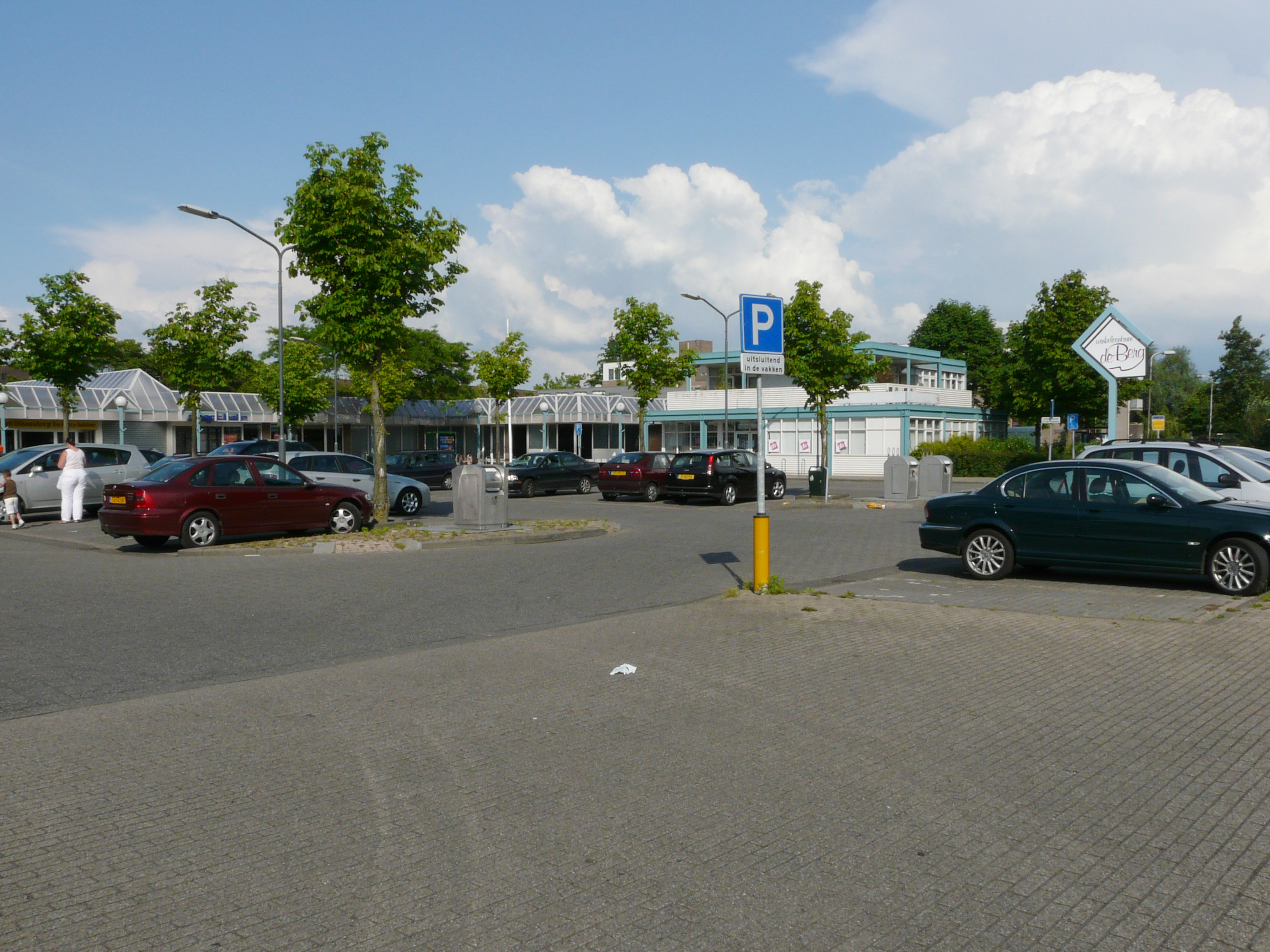
winkelcentrum de Berg